# La extraña noche de bodas
La extraña noche de bodas es una obra de teatro, escrita por Edgar Neville y estrenada en 1963.

## Argumento
Rafael e Isabel acaban de contraer matrimonio. Un buen día los visita un grupo de amigos. Uno de ellos, Ramiro, posee un encanto especial entre las mujeres. El fantasma de los celos pronto se despierta en Rafael.

## Estreno
- Teatro Lara, Madrid, 31 de mayo de 1963.
  - Intérpretes: Irene Daina (Isabel), Pastor Serrador (Rafael), Manuel Salguero (Ramiro), Pilar Laguna.